# Siak Sri Indrapura
Siak Sri Indrapura (Jawi: سياق سري ايندراڤورا) este un oraș din Indonezia.